# Увимана, Аниелла
Аниелла Нелла Увимана (англ. Aniella Nella Uwimana; род. 17 ноября 1999, Бужумбура) — бурундийская футболистка, нападающий танзанийской «Янга Принсесс» и сборной Бурунди.

## Биография
Аниелла Увимана родилась 17 ноября 1999 года в коммуне Бвиза бурундийского города Бужумбура.
Играет в футбол на позиции нападающего. С 2021 года выступает в чемпионате Танзании за «Янга Принсесс».
С 2021 года выступает за женскую сборную Бурунди. По состоянию на ноябрь 2023 года провела 7 матчей, забила 6 мячей. Дебютный матч сыграла 20 октября 2021 года в Асмэре в рамках отборочного турнира чемпионата Африки против сборной Эритреи (5:0). На 13-й минуте забила дебютный гол.
В 2022 году участвовала в чемпионате Африки в Марокко, где бурундийки проиграли все 3 матча группового этапа. Участвовала во всех поединках, забила гол в матче со сборной ЮАР (1:3).